# Midnight Believer
Midnight Believer – wydany w roku 1978 studyjny album bluesmana B.B. Kinga i zespołu The Crusaders.

## Spis utworów
Wszystkie utwory zostały napisane przez: Will Jennings, Joe Sample, z wyjątkiem wymienionych.
| 1. | „When It All Comes Down (I'll Still Be Around)”      | 4:11  |
|    |                                                      |       |
| 2. | „Midnight Believer”                                  | 4:59  |
|    |                                                      |       |
| 3. | „I Just Can't Leave Your Love Alone”                 | 4:18  |
|    |                                                      |       |
| 4. | „Hold On (I Think Our Love Is Changing)”             | 4:10  |
|    |                                                      |       |
| 5. | „Never Make a Move Too Soon” (Stix Hooper, Jennings) | 5:29  |
|    |                                                      |       |
| 6. | „A World Full of Strangers”                          | 4:23  |
|    |                                                      |       |
| 7. | „Let Me Make You Cry a Little Longer”                | 5:49  |
|    |                                                      |       |
|    |                                                      | 33:19 |
|    |                                                      |       |